# Gronau (Stetten)
Gronau ist ein Ortsteil der oberschwäbischen Gemeinde Stetten und Teilort der ehemaligen Gemeinde Erisried im Landkreis Unterallgäu (Bayern).

## Geographie
Gronau liegt etwa drei Kilometer südlich der Hauptgemeinde Stetten und ist über die Kreisstraße MN 4 an Erisried angebunden. Das Gebiet um Gronau wird überwiegend landwirtschaftlich genutzt.

## Geschichte
Der Ort wurde erstmals 1431 als Morgengabe des Herzogs Ulrich von Teck für seine dritte Gemahlin urkundlich erwähnt. Bereits 1433 war der Ort ein zweites Mal urkundlich fassbar. Der Patriarch Ludwig zu Aquileia, ein Bruder Ulrichs, verschrieb die jährliche Nutzung dem Grafen Michael von Wertheim. F. Zoepfl deutet die Ortschaft Atzlysried, die 1464 bei der Teilung des Rechbergschen Erbes zwischen Jörg und Bero erwähnt wurde, als weiteren Namen für Gronau. 1644 wurde eine Ölmühle am Auerbach gebaut, die seit 1850 bis zur Begradigung des Auerbaches als Getreidemühle genutzt wurde. Östlich des Ortes steht die Kapelle St. Wendelin. Am 1. April 1978 wurde der Ort zusammen mit dem ehemaligen Hauptort Erisried nach Stetten eingemeindet.